# Malagazzia cyphogonia
Malagazzia cyphogonia is een hydroïdpoliep uit de familie Malagazziidae. De poliep komt uit het geslacht Malagazzia. Malagazzia cyphogonia werd in 1982 voor het eerst wetenschappelijk beschreven door He & Xu. 